# ブラック・ライダー (テレビドラマ)
『ブラック・ライダー』（Black Rider）は、フィリピンのテレビドラマ。2023年11月6日、 GMAネットワークで初公開された。

## 登場人物
エリアス・ゲレーロ / ブラック・ライダー
演：ルル・マドリッド